# Râul Cireșu, Bâsca Mare
Râul Cireșu este curs de apă afluent al râului Bâsca Mare. 

## Hărți
- Harta Turistică Covasna